# Growlanser (videojuego)
Growlanser es un videojuego de rol táctico para la PlayStation. Fue desarrollado por Career Soft y distribuido en Japón por Atlus en 1999. Es la primera entrega en la serie Growlanser, un sucesor espiritual de la serie de Langrisser.
Como en todos los juegos de Growlanser, el arte de los personajes está hecho por Satoshi Urushihara. La música del juego fue compuesta por Noriyuki Iwadare, el tema de apertura fue interpretado por Rukan Aru, y el tema de cierre por Ayumi Ootsu. Una secuela directa del juego fue lanzada en 2001 bajo el nombre de Growlanser II: The Sense of Justice.
Un remake del juego fue lanzado el 14 de mayo de 2009 para la PlayStation Portable.

## Trama
Carmaine es un hombre joven que vive en Rosaria, la capital del reino de Rolandia. La maga del palacio de Rolandia, Lady Sandra, lo acogió cuando era un huérfano. Al volverse mayor de edad, Sandra le permite salir de la ciudad, acompañado por Tippi, su sirviente homúnculo con forma de hada. Los eventos conspiran rápidamente para llevar a Carmine más allá de las puertas de Rosaria.
En este mundo, el aire posee una energía mágica llamada «growshu», y las personas llamadas «growsians» son aquellas que potencialmente pueden portar magia como en los tiempos antiguos. La hermana menor de Carmaine, Louise, es una growsian. También existen personas aladas llamadas «featherians», pero viven aisladas de los humanos. Sin embargo, hace mucho tiempo, los humanos y los featherians han tenido que cooperar para salvar al mundo.
En el transcurso de los viajes de Carmaine, se convierte en un oficial del Rey de Rolandia. Esto lleva a la trama central del juego, que se enfoca en las intrigas y conflictos entre las naciones de Rolandia, Burnstein y Ranzack, las fuerzas que lideran estos conflictos, y el papel de Carmine en la historia.

## Recepción
RPGFan le dio al Growlanser original un 83 de 100.